# Spore (botanik)
 For alternative betydninger, se Spore. (Se også artikler, som begynder med Spore)
En spore indenfor botanikken betegner almindeligvis en haploid mellemgeneration hos sporeplanter, dvs. hos så forskellige planter som alger, mosser (hornblade, levermosser og mosser) og de såkaldte karsporeplanter (bregner, ulvefodsplanter, padderokplanter).
Sporer forekommer dog i alle karplanter, dvs. også hos frøplanter, men hos frøplanterne er de hunlige sporer endospore dvs. indlejret i sporofytten (= planten) og forlader aldrig denne. Den hanlige spore hos frøplanter kaldes pollen. Man taler derfor normalt ikke om sporer i forbindelse med frøplanter, undtagen når man beskæftiger sig med den interne "mekanik" i den kønnede formering hos frøplanterne.
Udover disse betydninger optræder begrebet spore også i forbindelse med formering af svampe og bakterier. Hverken svampe eller bakterier henregnes dog i dag til planteriget og deres sporer er derfor behandlet i selvstændige artikler.
- Svampespore – svarer til frø hos planter.
- Spore (bakterie) –  nogle bakteriers hvilestadium (f.eks. hos Baccillus og Clostridium).

Også laver formerer sig med sporer.
Ordet spore kommer af det græske ord σπορα ("spora"), der betyder frø.

## Cyklus
En spore er en reproduktiv struktur tilpasset spredning og overlevelse under dårlige forhold i lange perioder. Hos frøplanterne er det dog kun hanlige sporer der spredes og kun med befrugtning for øje, dvs. der er ikke her behov for overlevelse under dårlige forhold i lange perioder. Hos frøplanterne er denne funktion overtaget af frøet, der bl.a. adskiller sig fra sporen ved at være diploid og ved ofte at have et nærings-lager indbygget, hvilket dog mangler hos frøene hos orkidéer, der i stedet benytter symbiose med visse svampe, for at spire.
Sporer er haploide, dvs. de har kun ét sær kromosomer, og encellede. Sporer produceres ved meiose i sporofytten.
(Hos karplanter er sporofytten den egentlige plante, men dette gælder ikke mosser). Herefter spredes de til omgivelserne (undtagen hos frøplanterne). Når betingelserne er passende udvikler sporen sig til en ny organisme ved mitosisk celledeling. Herved dannes en flercellet gametofyt som efter nogen tid begynder at producere gameter.
Hos frøplanterne sker meget af denne proces skjult. Hunlige sporer forbliver i sporofytten og danner frøanlæg. Hanlige sporer danner mikro-gametofytter der spredes som pollen. Disse (hanlige) mikro-gametofytter danner ved modning af pollenet hanlige gameter.
En hanlig og en hunlig gamet smelter sammen og danner en zygote, der udvikler sig til en ny sporofyt. Hos frøplanterne i form af et frø, men hos sporeplanterne i form af en ny plante der skal overleve fra starten. Sporeplanterne er derfor mere afhængige end frøplanterne, af at miljøet hele tiden har passende fugtighed, lys og næring. Dette har medført at frøplanterne har kunnet sprede sig til miljøer hvor sporeplanterne ikke – eller kun vanskeligt – kan sprede sig, og i en række tilfælde har frøplanterne også kunnet udkonkurrere sporeplanter i miljøer hvor disse ellers trives.[kilde mangler]